# Ollarianus insana
Ollarianus insana är en insektsart som beskrevs av Ball 1900. Ollarianus insana ingår i släktet Ollarianus och familjen dvärgstritar. Utöver nominatformen finns också underarten O. i. coronata.